# Рохліц
Рохліц (нім. Rochlitz) — місто в Німеччині, розташоване в землі Саксонія. Входить до складу району Середня Саксонія. Центр  об'єднання громад Рохліц.
Площа — 23,71 км2. Населення становить 5658 ос. (станом на 31 грудня 2020).

## Видатні люди
- У Рохліці народився Фрідріх Вільгельм Опельт — німецький музикознавець, математик, астроном, саксонський фінансовий таємний радник.

## Галерея

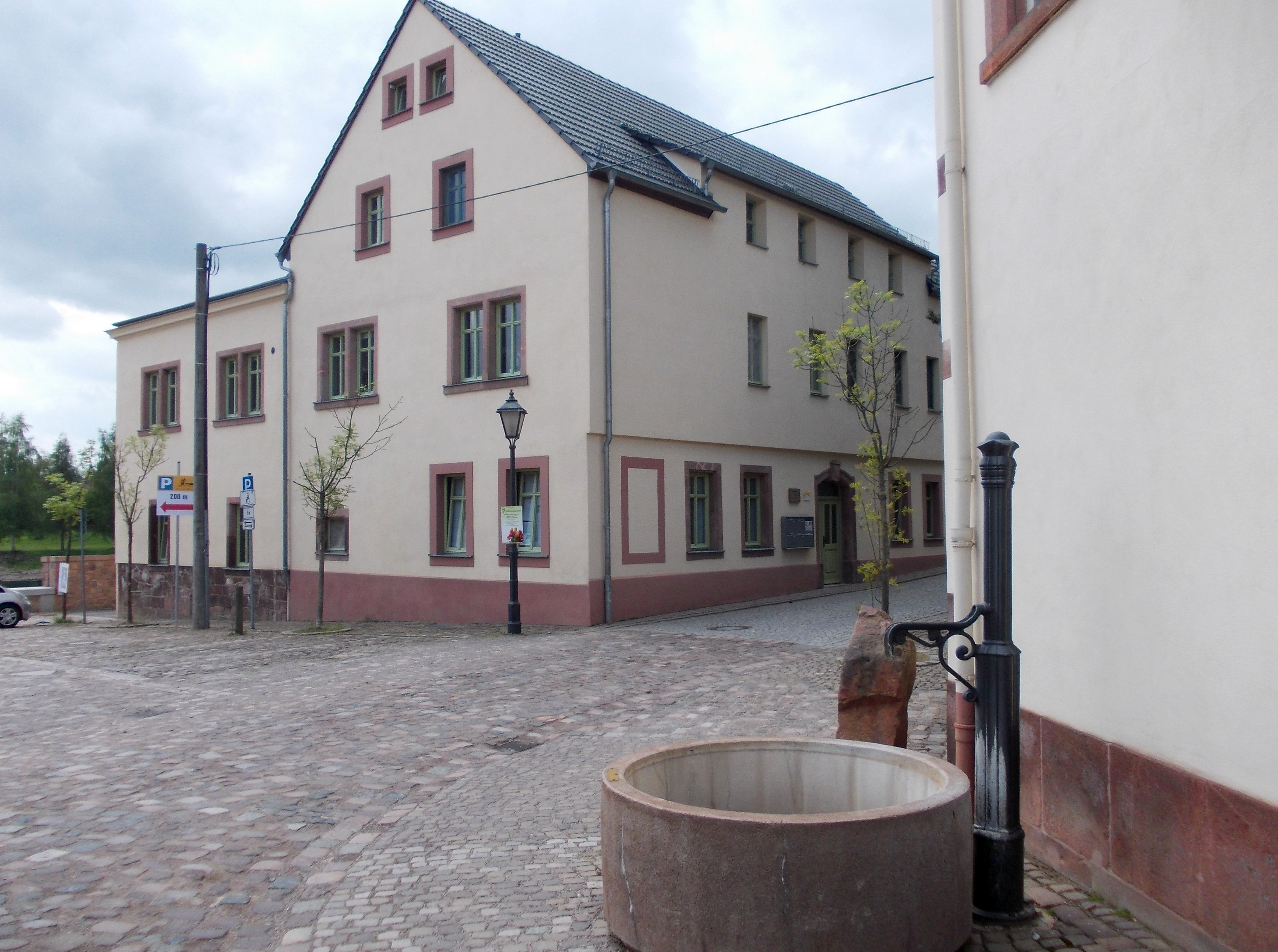
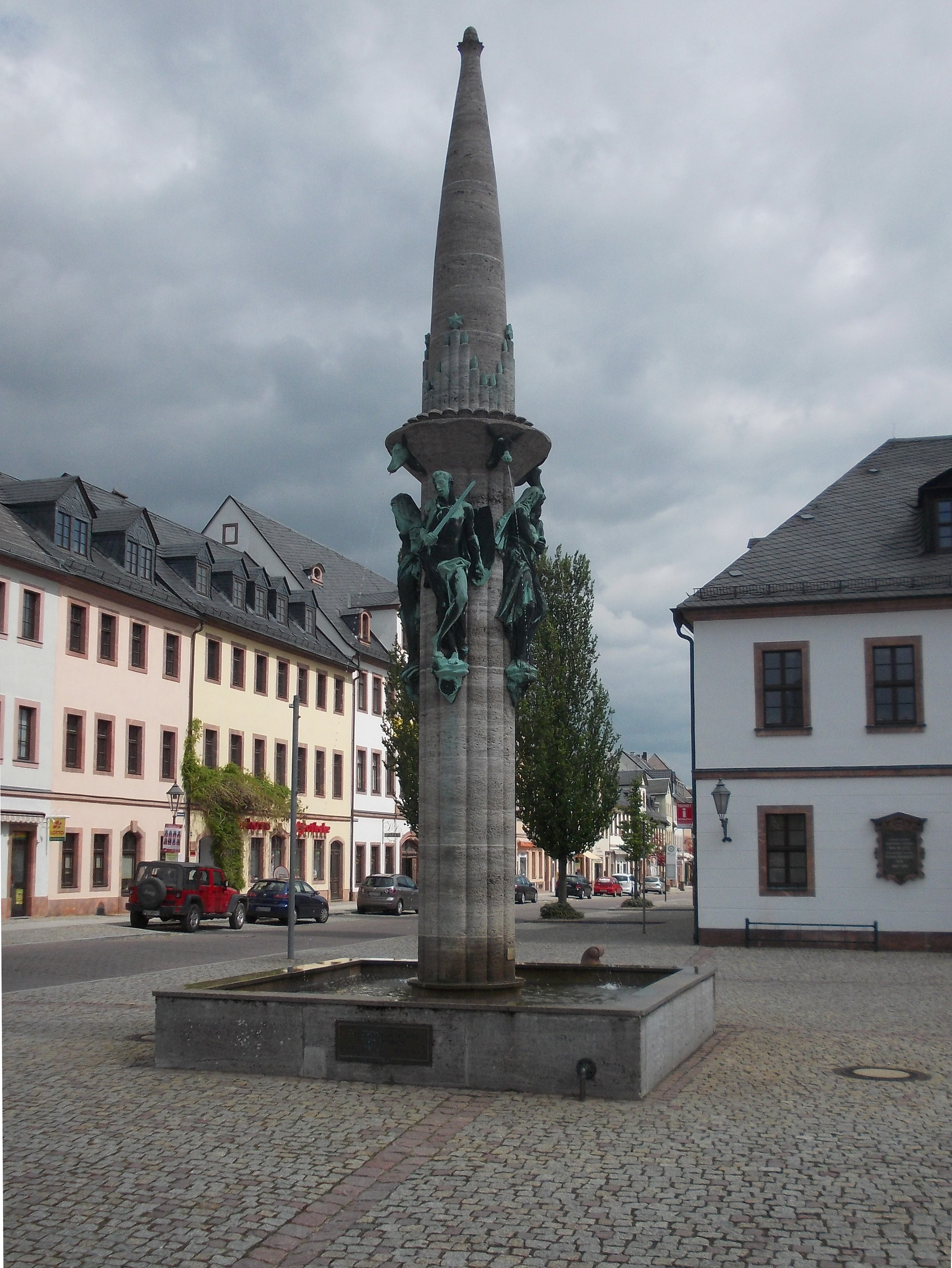
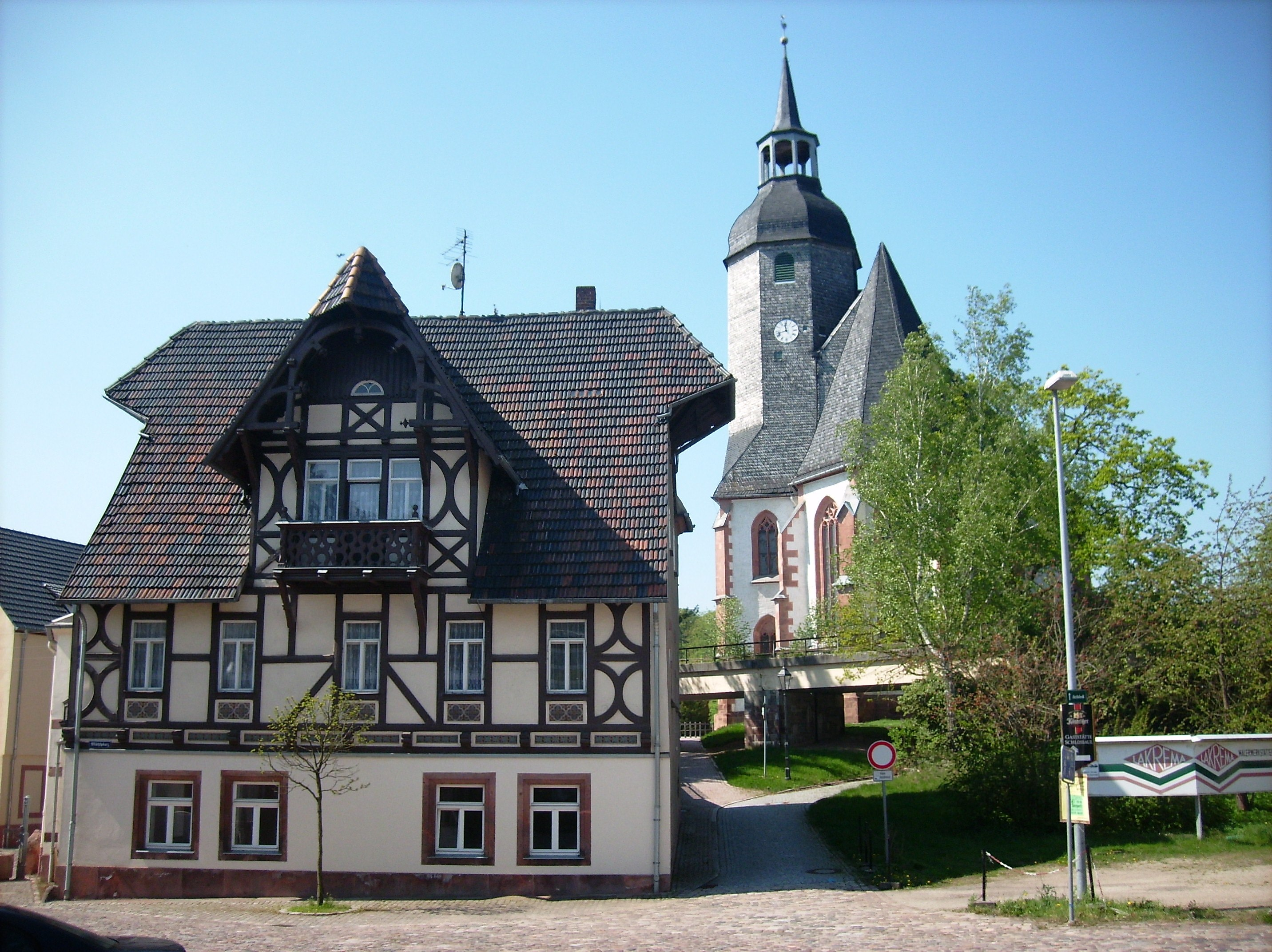
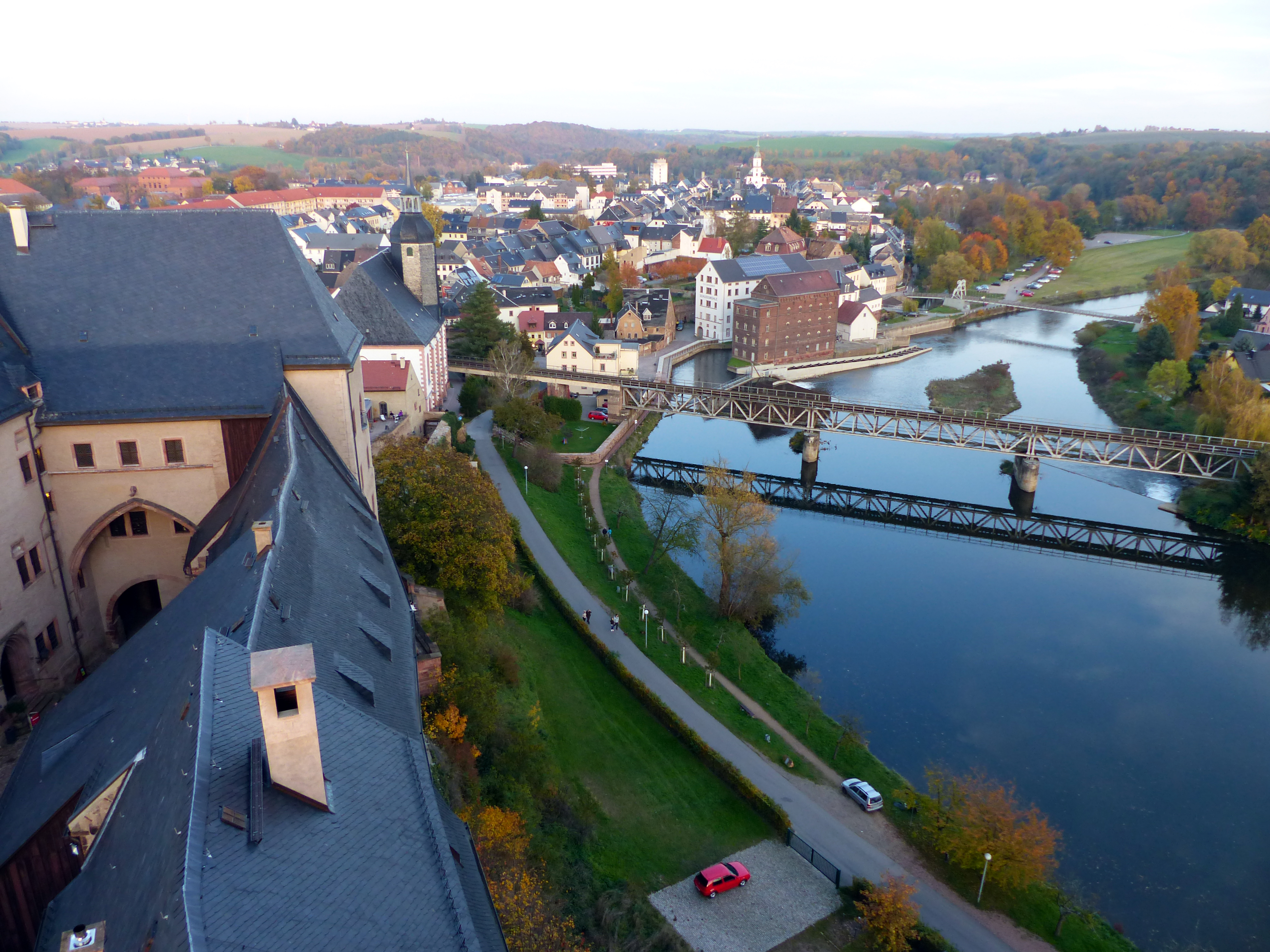
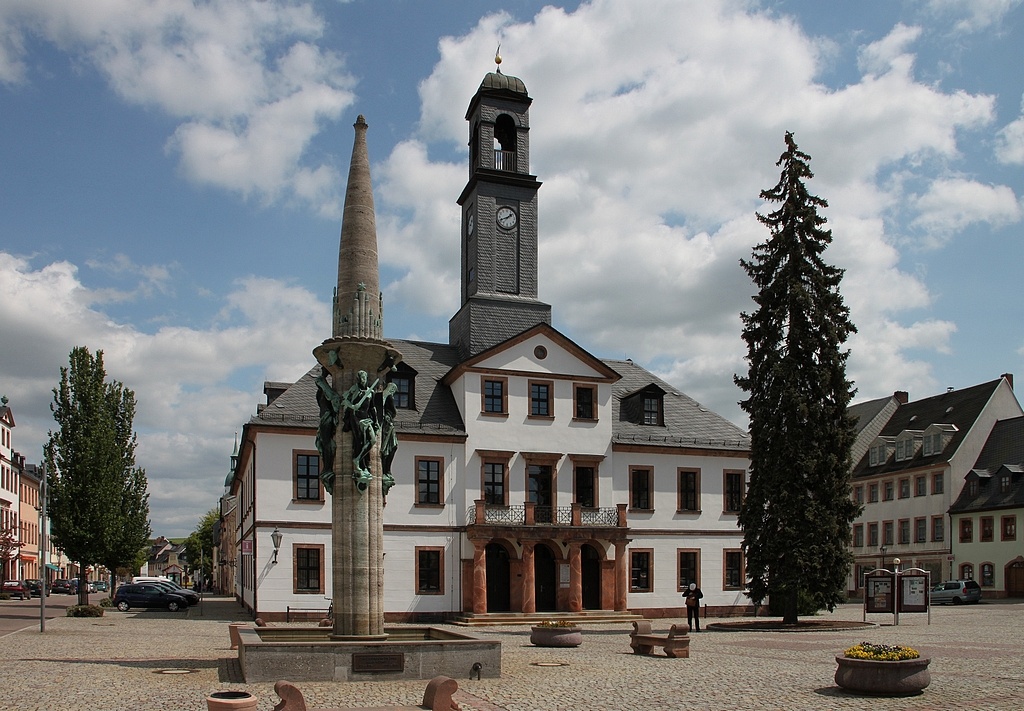
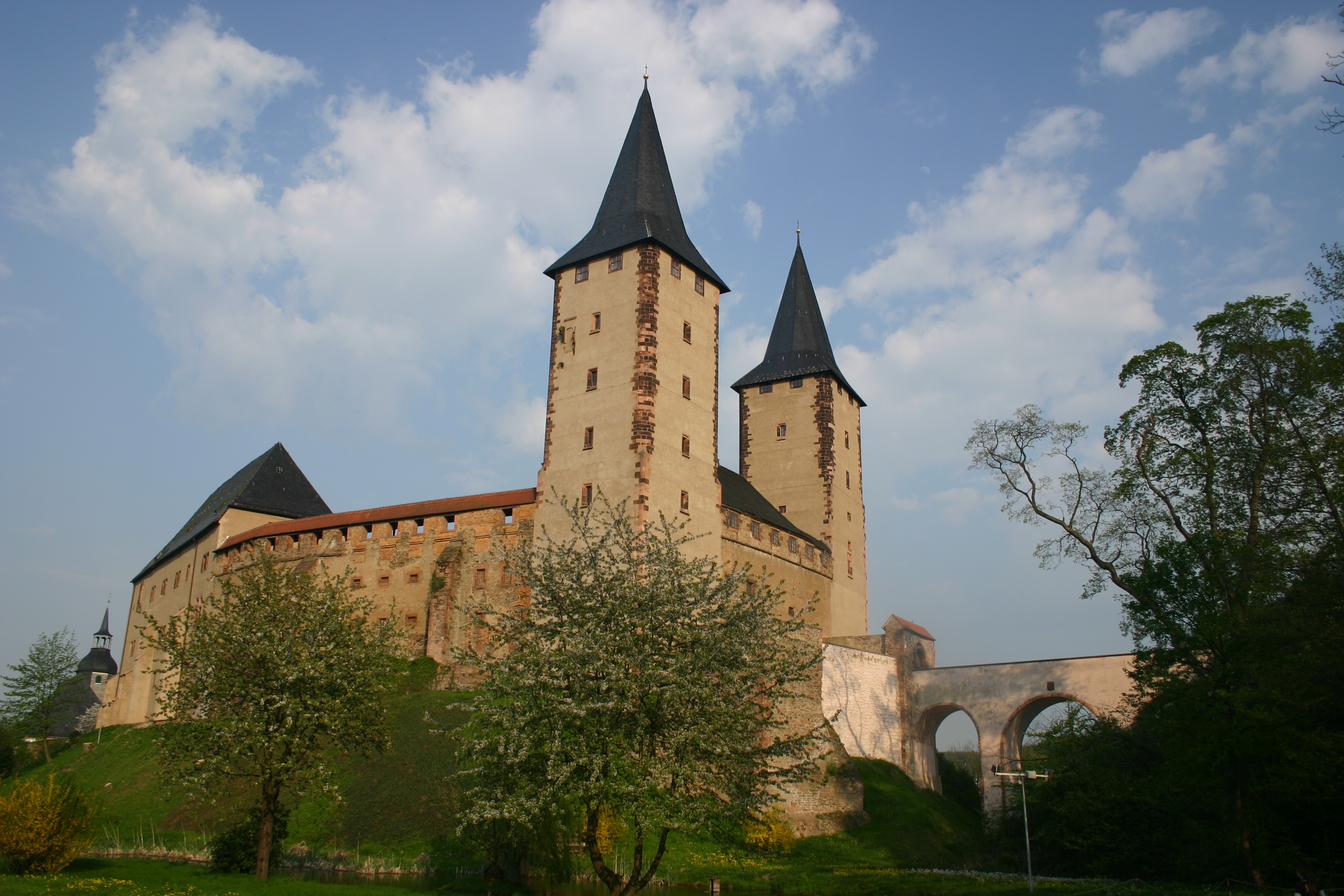